# Sus Antigoon
Sus Antigoon is een personage uit de strip Suske en Wiske.

## Personage
Hij is de over-over-overgrootvader van Suske en de ontdekker van het eiland Amoras omstreeks 1585 toen hij op ontdekkingsreis was met zijn schip de "Antverpia". Zijn schip verging en Sus Antigoon stichtte op het eiland de stad Antverpia, deze stad blijft zoals het Antwerpen uit de tijd van Sus Antigoon.  
Suske is de laatstlevende nakomeling van Sus Antigoon op het eiland. Hij behoort tot de Mageren, die in strijd zijn met de Vetten.
Sus Antigoon verschijnt als een spook met een fles aan zijn been en een kurkentrekker door zijn hoofd. Hij is aan de drank gestorven; zonder fles kan hij niet spoken. Het gaat om een speciale fles met "Château de Migraine du Vinaigre". Sus Antigoon brengt onze helden meer dan eens in gevaar of in lastige situaties vanwege zijn dronkenschap. 
Sus Antigoon neemt de plek in als leider over alle spoken van de Zwarte Madam. In Het gewiste Wiske wil de heks deze rol terug. 
Op de grafsteen van Sus Antigoon staat "hij leerde zijn volk eten - maar dronk zich dood".
Er is naamverwantschap met een andere Antwerps-Brabantse sagenfiguur Druon Antigoon.
In september 2017 werd een Fokker 50 van luchtvaartmaatschappij Vizion Air vernoemd naar Sus Antigoon. Het vliegtuig was gestationeerd op de Internationale luchthaven van Antwerpen.

## Verhalen waarin hij voorkomt
- Het eiland Amoras (1947)
- De zwarte madam (1949)
- De zingende zwammen (1960)
- De maffe maniak (1976)
- De zingende kaars (1976)
- De lieve Lilleham (1983)
- Amoris van Amoras (1984)
- Robotkop (1995)
- De verdwenen verteller (2002)
- De curieuze neuzen (2007)
- De treiterende trien (2007)
- De stuivende stad (2010)
- Het lijdende Leiden (2011)
- Suske de rat (2012)
- Sooi en Sientje (2015)
- De irritante imitator (2016)
- De zorgzoekers (2017)
- Het gewiste Wiske (2020)
- De harteloze Hein (2023)
- De anonieme alchemist (2025)